# القريتلية
القريت أو «الكريت» في ليبيا هم ليبيون أصولهم من جزيرة كريت التابعة لليونان حاليا، والتي كانت تتبع الدولة العثمانية حيث ظلت جزيرة كريت تحت سيطرة العثمانيين حتى عام 1897، عندما باتت دولةً مُستقلةً تحت سيادة الدولة العثمانية، واستمر هذا الوضع حتى اندلاع حروب البلقان، حيث تخلّت الدولة العثمانية في أعقاب هذه الحروب عن الجزيرة، قبل أن تُضم في 1 ديسمبر 1913 رسمياً إلى اليونان، وجميع القريت في ليبيا هم ليبيون مسلمون.
وتعود أصولهم إلى هجرات إلى ليبيا جرت على دفعات، ولأسباب مختلفة فالبعض هاجر الي ليبيا باعتبار أنها كانت أراضي عثمانية تابعة للدوله العثمانية حينها، والبعض هاجر إلى ليبيا هربا من كريت بعد سقوط الحكم الإسلامي، ويتمتع القريت في ليبيا بحق المواطنة وفق دستور ليبيا الملكي الذي يجعل «كل من أقام في ليبيا قبل الحرب مع إيطاليا» يتمتع بالمواطنة الليبية. ويعيش معظمهم في سوسة وشحات والبيضاء وبنغازي والبعض في طرابلس الغرب.